# Fire on the Floor
Fire on the Floor – ósmy album studyjny amerykańskiej piosenkarki Beth Hart. Wydawnictwo ukazało się 14 października 2016 roku nakładem wytwórni muzycznej Provogue Records. Materiał wyprodukował Oliver Leiber, znany m.in. ze współpracy z takimi wykonawcami jak: The Corrs, Jennifer Paige, czy Paula Abdul. Nagrania były promowane teledyskiem do utworu „Love Is a Lie”.

## Lista utworów
Opracowano na podstawie materiału źródłowego.
| Nr  | Tytuł utworu                    | Długość |
| --- | ------------------------------- | ------- |
| 1.  | „Jazz Man”                      | 3:51    |
| 2.  | „Love Gangster”                 | 4:09    |
| 3.  | „Coca Cola”                     | 3:38    |
| 4.  | „Let's Get Together”            | 3:39    |
| 5.  | „Love Is a Lie”                 | 3:15    |
| 6.  | „Fat Man”                       | 3:51    |
| 7.  | „Fire on the Floor”             | 5:12    |
| 8.  | „Woman You've Been Dreaming Of” | 4:22    |
| 9.  | „Baby Shot Me Down”             | 3:22    |
| 10. | „Good Day to Cry”               | 4:32    |
| 11. | „Picture in a Frame”            | 4:39    |
| 12. | „No Place Like Home”            | 3:53    |
|     |                                 | 48:23   |

## Listy sprzedaży
| Lista                | Kraj              | Pozycja |
| -------------------- | ----------------- | ------- |
| Ö3 Austria Top 40    | Austria           | 18      |
| Ultratop             | Belgia (Flandria) | 30      |
| Ultratop             | Belgia (Walonia)  | 33      |
| MegaCharts           | Holandia          | 6       |
| SNEP                 | Francja           | 41      |
| Media Control Charts | Niemcy            | 18      |
| VG-Lista             | Norwegia          | 28      |
| OLiS                 | Polska            | 11      |
| Schweizer Hitparade  | Szwajcaria        | 13      |
| Sverigetopplistan    | Szwecja           | 51      |
| UK Albums Chart      | Wielka Brytania   | 28      |